# Хаберница
Хаберница — полевой демон, по фольклорным поверьям живущий близ польского Прудника, аналог полудницы.

## Верования
Его изображали в виде красивой, высокой, стройной женщиной в синем платье с гирляндой из васильков на голове. Она появлялась только в полдень и только в поле, где следила, чтобы дети в поисках цветов не топтали посевы и не бегали в поля. Её раздражало, как жнецы используют острые инструменты, и видеть их без шляп. Тех, кого она считала заслуживающими наказания, убаюкивали её сладким шепотом, а затем она вызывала у них резкую головную боль, паралич или люмбаго. Иногда она нападала на свою жертву и ломала ей руки и ноги или выкручивала шею.
Чтобы обезопасить себя от её гнева, в полдень в Ангел Господень нужно было сделать перерыв в работе и посидеть в тени.